# Мшвидобадзе, Василий Иосифович
Василий Иванович Мшвидобадзе (8 ноября 1905 года, село Джужуати, Озургетский уезд, Кутаисская губерния, Российская империя — дата смерти неизвестна, Чакви, Грузинская ССР) — заведующий отделением Чаквинского совхоза имени Ленина Министерства сельcкого хозяйства СССР, Кобулетский район, Аджарская АССР, Грузинская ССР. Герой Социалистического Труда (1949).

## Биография
Родился в 1905 году в селе Джужуати Озургетского уезда (сегодня — Ланчхутский муниципалитет). Окончил сельскохозяйственный институт. Работал на различных административных и хозяйственных должностях в сельском хозяйстве Грузинской ССР.
С 1946 года — заведующий отделением Чаквинского филиала ВНИИ чая и субтропических культур с центром в селе Чакви Кобулетского района. Руководил участком совхоза имени Ленина чайной плантацией, на территории которой велась селекционная работа совхозов имени Ленина и имени Берия по выведению сортов чая и различных видов цитрусовых. В это же время на плантации занималась селекцией чайных сортов учёный в области чаеводства, заведующая отделом селекции и семеноводства ВНИИ чая и субтропических культур Ксения Ермолаевна Бахтадзе.
Благодаря его руководству совхоз в 1948 году сдал государству высокий урожай чая и мандаринов. В этом году было собрано в среднем с каждого гектара по 4368 килограмм сортового зелёного чайного листа на участке площадью более 100 гектаров и в среднем с каждого дерева по 863 мандаринов с 7013 плодоносящих мандариновых деревьев. Указом Президиума Верховного Совета СССР от 5 июля 1949 года удостоен звания Героя Социалистического Труда за «получение высоких урожаев сортового зелёного чайного листа и цитрусовых плодов в 1948 году» с вручением ордена Ленина и золотой медали «Серп и Молот».
Этим же Указом званием Героя Социалистического Труда были удостоены директор совхоза Константин Григорьевич Гогия, главный агроном Вахтанг Леванович Микеладзе, старший агроном Нестор Ананьевич Каландадзе и двое тружеников совхоза (в том числе Вера Константиновна Фрежева).
После выхода на пенсию проживал в селе Чакви. Персональный пенсионер союзного значения. Дата смерти не установлена.